# Didymoglossum petersii
Didymoglossum petersii är en hinnbräkenväxtart som först beskrevs av Asa Gray, och fick sitt nu gällande namn av Edwin Bingham Copeland. Didymoglossum petersii ingår i släktet Didymoglossum och familjen Hymenophyllaceae. Inga underarter finns listade.